# العامل المضيف
العامل المضيف (بالإنجليزية: Host factor)‏ هو مصطلح طبي يشير إلى سمات الفرد أو الحيوان التي تؤثر على التعرض للمرض، خاصة بالمقارنة مع الافراد الآخرين.
نشأ هذا المصطلح في سياق أبحاث الأمراض المعدية، على النقيض من "عوامل الكائنات الحية"، مثل الفوعة والعدوى للميكروب.
يمكن ان تكون العوامل المضيفة التي قد تختلف في عدد السكان وتؤثر على قابلية المرض فطرية أو مكتسبة.
بعض الامثلة:
•الصحة العامة
•الخصائص النفسية والسلوك 
•حالة التغذية
•الروابط الاجتماعية
•التعرض السابق للكائن الحي أو المستضدات ذات الصلة 
•النمط الفردي أو غيرها من الاختلافات الوراثية المحددة لوظيفة المناعة 
•اساءة استعمال
•سلالة 
يستخدم هذا المصطلح الآن في علم الأورام والعديد من السياقات الطبية الأخرى المتعلقة بالاختلافات الفردية للإصابة بالأمراض.